# Белинг, Гуидо
Гуидо Белинг (нем. Guido Behling; 20 января 1964, Виттенберг) — немецкий гребец-байдарочник, выступал за сборную ГДР во второй половине 1980-х годов. Участник летних Олимпийских игр в Сеуле, серебряный и бронзовый призёр чемпионатов мира, победитель многих регат республиканского и международного значения.

## Биография
Гуидо Белинг родился 20 января 1964 года в городе Виттенберге. Активно заниматься греблей начал в раннем детстве, проходил подготовку в Магдебурге, состоял в местном одноимённом спортивном клубе «Магдебург».
Первого серьёзного успеха на международном уровне добился в 1985 году, когда попал в основной состав национальной сборной ГДР и побывал на чемпионате мира в бельгийском Мехелене, откуда привёз награды серебряного и бронзового достоинства, выигранные в зачёте двухместных байдарок на дистанции 500 метров и в зачёте четырёхместных байдарок на дистанции 1000 метров соответственно. Год спустя на мировом первенстве в канадском Монреале завоевал серебряную медаль в четвёрках на тысяче метрах, пропустив вперёд только экипаж из Венгрии.
Благодаря череде удачных выступлений удостоился права защищать честь страны на летних Олимпийских играх 1988 года в Сеуле — вместе с напарником Торстеном Кренцем в двойках на километровой дистанции сумел дойти до финальной стадии, однако в решающем заезде финишировал пятым, немного не дотянув до призовых позиций.
После сеульской Олимпиады Белинг ещё в течение некоторого времени оставался в основном составе гребной команды ГДР и продолжал принимать участие в крупнейших международных регатах. Так, в 1989 году он выступил на чемпионате мира в болгарском Пловдиве, где стал бронзовым призёром в четвёрках на тысяче метрах. Вскоре по окончании этих соревнований принял решение завершить спортивную карьеру, уступив место в сборной молодым немецким гребцам.